# Annick Tanguy
Annick Tanguy (6 de octubre de 1930 – 24 de julio de 1999) fue una actriz cinematográfica y televisiva de nacionalidad francesa.

## Biografía
Nacida en Aubervilliers, Francia, Annick Tanguy estuvo casada con el actor Jean Richard, con el que tuvo un hijo, Jean-Pierre Richard. 
Antes de dedicarse a la actuación, Tanguy había sido bailarina. Ella rodó varias películas en los años 1950 y 1960, trabajando junto a diferentes estrellas de la época. Fue sobre todo conocida por interpretar a la esposa del Comisario Jules Maigret, interpretado por su marido, en la serie televisiva Les Enquêtes du commissaire Maigret  entre 1976 y 1990.
Annick Tanguy falleció en Ermenonville, Francia, en 1999.

## Filmografía

### Cine
- 1952 : Femmes de Paris, de Jean Boyer
- 1953 : Le Portrait de son père
- 1954 : J'avais sept filles
- 1955 : Courte tête, de Norbert Carbonnaux
- 1957 : Nous autres à Champignol
- 1957 : La Peau de l'ours, de Claude Boissol
- 1960 : Les Tortillards, de Jean Bastia
- 1962 : Tartarin de Tarascon, de Francis Blanche y Raoul André
- 1964 : Un drôle de paroissien, de Jean-Pierre Mocky

### Televisión

#### Les Enquêtes du commissaire Maigret
- Maigret a peur, de Jean Kerchbron (1976)
- Maigret, Lognon et les gangsters, de Jean Kerchbron (1977)
- L'amie de Mme Maigret, de Marcel Cravenne (1977)
- Maigret et le marchand de vin, de Jean-Paul Sassy (1978)
- Maigret et le tueur, de Marcel Cravenne (1978)
- Maigret et l'affaire Nahour, de René Lucot (1978)
- Maigret et le fou de Bergerac, de Yves Allégret (1979)
- Maigret et l'indicateur, de Yves Allégret (1979)
- L'affaire Saint-Fiacre, de Jean-Paul Sassy (1980)
- Maigret et les braves gens, de Jean-Jacques Goron (1982)
- Maigret et le clochard, de Louis Grospierre (1982)
- La colère de Maigret, de Alain Levent (1983)
- Maigret s'amuse, de René Lucot (1983)
- La tête d'un homme, de Louis Grospierre (1983)
- Un Noël de Maigret, de Jean-Paul Sassy (1983)
- L'ami d'enfance de Maigret, de Stéphane Bertin (1984)
- Maigret se défend, de Georges Ferraro (1984)
- La patience de Maigret, de Alain Boudet (1984)
- Maigret à Vichy, de Alain Levent (1984)
- La nuit du carrefour, de Stéphane Bertin (1984)
- Le client du samedi, de Pierre Bureau (1985)
- Le revolver de Maigret, de Jean Brard (1985)
- Maigret chez le ministre, de Louis Grospierre (1987)
- Un échec de Maigret, de Gilles Katz (1987)
- Maigret voyage, de Jean-Paul Carrère (1987)
- Monsieur Gallet décédé, de Georges Ferraro (1987)
- Les caves du Majestic, de Maurice Frydland (1987)
- La pipe de Maigret, de Jean-Marie Coldefy (1988)
- Maigret et la vieille dame de Bayeux, de Philippe Laïk (1988)
- Le notaire de Châteauneuf, de Gérard Gozlan (1988)
- Maigret et le témoignage de l'enfant de chœur, de Michel Subiela (1988)
- Maigret et l'inspecteur malgracieux, de Philippe Laïk (1988)
- La morte qui assassina, de Youri (1988)
- Maigret et le voleur paresseux, de Jean-Marie Coldefy (1988)
- Maigret et l'homme de la rue, de Jean Kerchbron (1988)
- Tempête sur la manche, de Edouard Logereau (1989)
- L'amoureux de Mme Maigret, de James Thor (1989)
- L'auberge aux noyés, de Jean-Paul Sassy (1989)
- Jeumont 51 minutes d'arrêt, de Gilles Katz (1989)
- Stan le tueur, de Philippe Laïk (1990)
- Maigret à New-York, de Stéphane Bertin (1990)

##### Telefilm
- 1985 - Une vie comme je veux, de Jean-Jacques Goron, guion de Joëlle Goron, con Miou-Miou y Pierre Arditi -- Mejor telefilm y mejor actriz – Selección del Festival de Cine de Nueva-York, 1986